# Vital Vanaken
Vital Vanaken (9 maart 1962) is een Belgisch voormalig voetballer die in de verdediging speelde, hoofdzakelijk als libero. Hij is de vader van voetballers Sam en Hans Vanaken. 

## Carrière
Vital Vanaken, een verdediger, speelde bij de jeugd van Waterschei SV Thor, maar kwam er niet aan spelen toe. In 1983 ruilde hij Waterschei in voor  Bilzerse VV, waar hij na reeds één seizoen meteen vertrok.
Vanaken ging vervolgens aan de slag bij KVV Overpelt Fabriek, waar hij openbloeide. Na twee seizoenen verkaste de aanvallend ingestelde libero naar de buren van Lommel SK. Daar groeide hij al gauw uit tot een vaste waarde. Als libero werd hij een sleutelpion voor de Limburgers van Lommel. Vanaken was ook aanvoerder van het team, dat in die periode kon rekenen op bekende namen als Peter Maes, Jacky Mathijssen, Harm van Veldhoven en Ronny Van Geneugden.
In 1995 trok de ondertussen 33-jarige Vanaken naar het KV Mechelen van trainer Walter Meeuws. In de winter van 1996/97 bouwde Vanaken zijn carrière af. Hij tekende een contract bij derdeklasser Tilleur FC, waar hij het na een half seizoen voor bekeken hield. De libero keerde terug naar Overpelt Fabriek, waar hij in 2000 definitief stopte met voetballen.
Na zijn actieve loopbaan ging Vanaken aan de slag bij KVSK United, de nieuwe club die resulteerde uit de samensmelting van Lommel en Overpelt Fabriek. Zo nam Vanaken tijdens het seizoen 2006/07 samen met Philip Haagdoren het roer over van de ontslagnemende trainer René Trost. Hij is de vader van Sam (°1990) en Hans Vanaken (°1992) die beide, zoals vader Vital, betaald voetballer werden.